# Argentina durante la Primera Guerra Mundial
La historia de Argentina en la Primera Guerra Mundial fue un periodo no tan complejo ya que Argentina se declaró neutral el 5 de agosto de 1914 por el presidente Victorino de la Plaza que había tomado el cargo de vicepresidente a presidente debido a que Roque Sáenz Peña se encontraba con una salud muy inestable hasta que finalmente delego su mando presidencial. A pesar de la neutralidad del país, sufrió uno que otro incidente diplomático e manifestaciones para que Argentina entre a la Gran Guerra. Debido principalmente a las diferencias ideológicas. Varias colectividades de Buenos Aires se movilizaron a distancia con el fin de apoyar a sus países de origen.

## Historia

### Primeros años
Cuando comenzó la guerra el 28 de julio de 1914 con la declaración de guerra por parte del Imperio Austrohúngaro a Serbia, Victorino de la Plaza, presidente en funciones desde octubre de 1913, se apresuró a declarar la neutralidad por decreto el 5 de agosto de 1914 y afirmó querer comerciar con ambos bandos. La razón de que Argentina se mantuvo neutral se puede deber a varias razones, entre ellas: la distribución geográfica prebélica de las exportaciones, el alejamiento del escenario de guerra y el peligro que una intervención de Argentina podría tener para el comercio con Europa (específicamente con Gran Bretaña que era un país que le compraba muchos recursos a Argentina), ya que por esos años Argentina utilizaba el modelo agroexportador, y dependía totalmente de que le compren sus productos. 
En Europa, luego de que el Imperio Alemán haya conquistado Bélgica hubo ejecuciones sumarias de diplomáticos argentinos. Uno de ellos fue Rémy Himmer, vicecónsul de Argentina, que fue víctima de la masacre de Dinant en agosto de 1914, junto a 150 belgas. Los soldados alemanes entraron al consulado argentino en Bélgica, destruyendo documentación del edificio y hasta la bandera argentina. Cuando llegaron las noticias a Argentina, el Ministerio de Relaciones Exteriores descartó una protesta formal.
En aquel momento cerca del 30 % de los casi 8 millones de personas que formaban la población argentina eran inmigrantes, en su mayoría: Italianos, españoles y alemanes. En el caso de la Ciudad de Buenos Aires llegaba al 60 % y en Rosario al 47 % muchos de esos inmigrantes llevaron sus pensamientos ideológicos a la Argentina como el socialismo o el fascismo.
Los inmigrantes italianos de Buenos Aires manifestaron su apoyo al Reino de Italia cuando este país entró en guerra con los Aliados en 1915. Muchos Uruguayos apoyaron a Francia y Uruguay decretó el 14 de julio fiesta nacional.

### La llegada de Yrigoyen

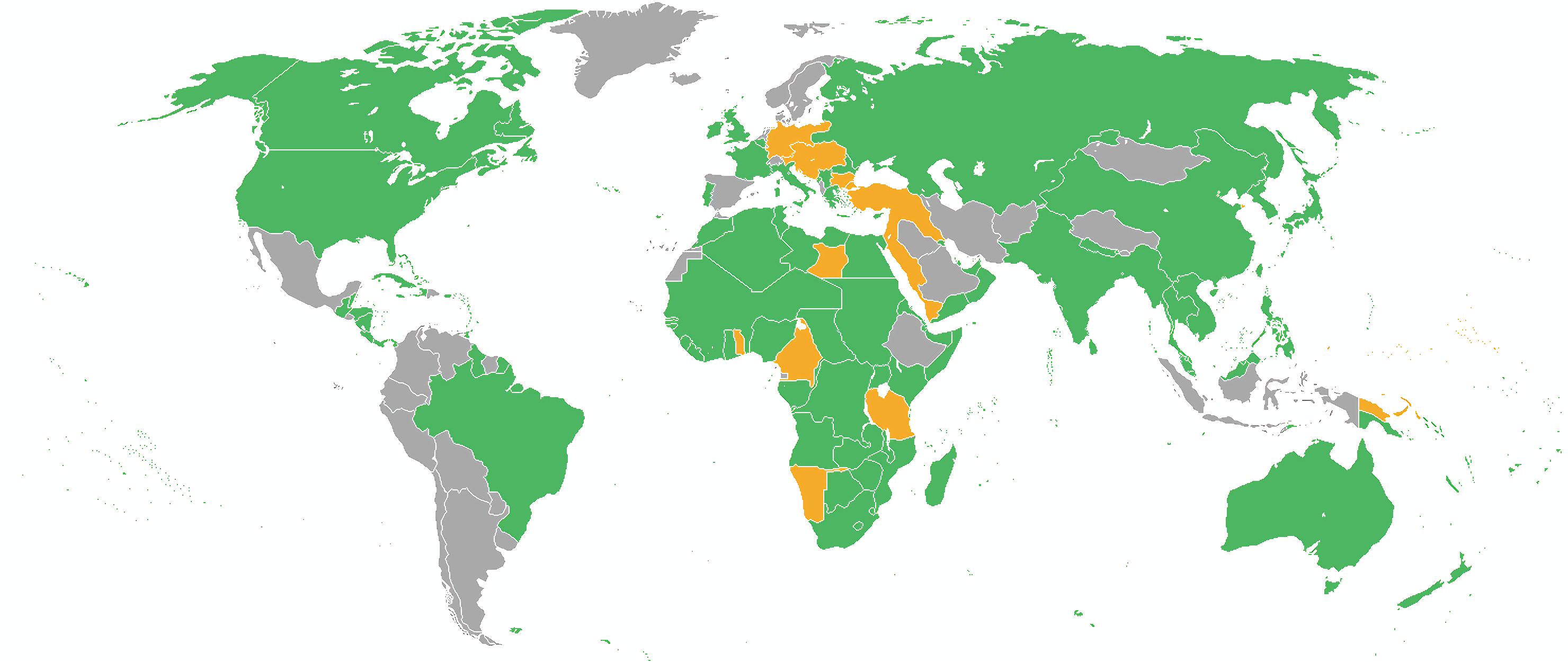
Aquellos que lucharon junto a los Aliados están en verde, las Potencias centrales en naranja, y los países neutrales, en donde se encuentra Argentina, en gris.

Luego de que asumiera Hipólito Yrigoyen el 12 de octubre de 1916 siguió con la posición de La Plaza, lo que fue causa de muchas discusiones (incluso dentro del Radicalismo) por los eventos que ocurrirían en su presidencia. Yrigoyen intento convencer a los demás países de América Latina de no romper relaciones con las potencias europeas. Por ello, convocó una conferencia de naciones realizada en 1917 para que se pronunciaran en nombre de la neutralidad, pero la oposición estadounidense debido al hundimiento del RMS Lusitania, más encima que Brasil ya había roto relaciones con Berlín, hicieron que la conferencia no tuviera mucho éxito, solo logró que México y Colombia se posicionasen a favor de la neutralidad.
Argentina tuvo una actuación completamente opuesta a la de Brasil. Hostil a la hegemonía creciente de los Estados Unidos desde el fin del siglo XIX reforzó su posición neutral. Sin embargo, la presión de los Aliados era fuerte. Argentina tuvo que firmar en 1918 con Francia y el Reino Unido un acuerdo comercial que preveía la exportación de trigo.

## Barcos argentinos hundidos

### Apresamiento del velero argentino «Pax»
El Pax era un velero de casco de hierro y tres mástiles, construido en 1914. El 23 de mayo de 1915, en alta mar, a 19 millas del Faro Recalada, al encontrarse con el crucero inglés HMS Glasgow, que monitorizaba la entrada y salida de los puertos argentinos y uruguayos. 
Tras apresar al Pax, la Royal Navy informa de la captura del Hieronymus Upland (velero alemán), obviando el registro de pabellón y matrícula argentina. El buque, que originalmente iba a realizar la ruta Rosario (Argentina) a Estocolmo (Suecia) cargado de lino, fue llevado a la base británica en Stanley (Islas Malvinas). La captura fue contabilizada como presa de guerra y el gobierno argentino no intervino en la operación dado que la venta y registro del velero se había efectuado en octubre de 1914.

### Captura del barco argentino «Presidente Mitre»

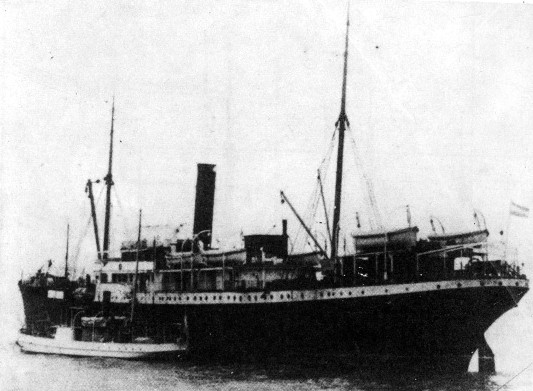
El Barco argentino Presidente Mitre

El 28 de noviembre de 1915 la Marina Real británica Capturo el barco Presidente Mitre de pabellón argentino, cerca de Punta Médanos (Atlántico Sur), mientras hacía un viaje de cabotaje en aguas del Atlántico Sur hacia el puerto patagónico de San Antonio. Fue hundido por el buque de guerra británico RMS Orama y ocasionó un incidente diplomático entre Gran Bretaña y Argentina. Cuando fue interceptado por el buque británico, éste le ordenó detenerse. Cuando así lo hizo fue abordado por una lancha con 2 oficiales y 9 marineros que intervinieron la cabina telegráfica y exigieron la entrega de la documentación correspondiente al barco, la tripulación, la carga y los pasajeros. También dispusieron que se arriara la bandera argentina del buque y trasladaron los pasajeros y tripulantes con sus equipajes para desembarcarlos en Montevideo el 2 de diciembre y fondearon luego el barco en medio del Río de la Plata.
El ministro de Relaciones Exteriores argentino, José Luis Murature, primero solicitó explicaciones al gobierno británico y luego comunicó su protesta exigiendo disculpas y pidiendo la devolución del barco y que se impartieran órdenes a la escuadra británica del Atlántico para que no impidiera el servicio regular de los demás buques en la navegación entre los puertos argentinos de la costa, si bien en privado admitió su impotencia, dado que el armamento naval de que disponía el país era muy inferior al de los ingleses. Las autoridades británicas justificaron la captura en que el Presidente Mitre pertenecía a la Línea Nacional del Sur, una firma subsidiaria de la Hamburg-Südamerikanische-Dampfschifffahrtgesellschaft (Compañía de Navegación a Vapor Hamburgo Sudamericana) y lo declararon incorporado a su flota. Finalmente el 20 de enero de 1916 el buque fue devuelto a Buenos Aires.

### Apresamiento del carguero argentino «Curramalan»
El carguero Curramalan fue adquirido por la Compañía Argentina de Pesca en febrero de 1916. Zarpó el 25 de febrero de 1916 rumbo a Burdeos, Francia. Después de descargar parte de lo que tenía en sus bodegas, se dirigió a Cardiff (Gales). Allí fue apresado por las autoridades británicas, cuando embarcaba carbón para Buenos Aires. Fue detenido por sospechas de Francia, que consideraba que la empresa propietaria del carguero mantenía relaciones comerciales con firmas alemanas.
Fue liberado el 2 de julio de ese año, pasó a terminar la carga y zarpar de Gales en diciembre de 1916 y nunca más se tuvieron noticias de este barco ni de sus tripulantes.

### Hundimiento del velero argentino «Oriana»

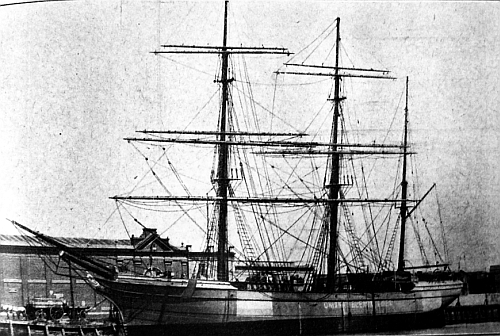
El velero Oriana

El velero Oriana zarpó el 7 de marzo de 1917 para Génova (Italia). En la noche del 6 de junio, mientras navegaba por el Mediterráneo, fue interceptado por un submarino frente a las costas de Niza. Luego de recibir algunos disparos de advertencia, el Oriana se detuvo y fue abordado por un grupo de marinos alemanes, que lo hundieron «sin lamentarse víctimas con cargas explosivas. La tripulación quedó a la deriva hasta que fue rescatada por un navío de guerra francés fue hundido por transportar material considerado como «contrabando de guerra»

### Hundimiento del vapor argentino «Toro»

El vapor de carga Toro en 1917.

El 22 de junio de 1917 fue hundido el vapor Toro propiedad de Dodero Hermanos, que llevaba una carga de 1.000 toneladas. Esto hizo que el gobierno argentino se quejase nuevamente diciendo: ''La República (...) no puede consentir como legítimo el daño directo, a base de una lucha en la que no participa. No es posible que sus productos neutrales se califiquen en momento alguno como contrabando de guerra. Son el fruto del esfuerzo de la Nación en su labor vital.''
Al cabo de un tiempo el gobierno alemán concreto sus disculpas oficiales y aceptó indemnizar a Argentina aclarando: «El gobierno imperial (...) ha resuelto indemnizar al gobierno de la República los daños causado por el hundimiento de dicho buque. Declara al mismo tiempo que la libertad de los mares, también para la navegación argentina, constituye uno de sus objetivos principales en esta guerra. Por consiguiente reconoce gustoso (...) las normas del derecho internacional». Los alemanes hicieron efectiva la compensación en la base naval de Kiel el 21 de septiembre de 1921 a bordo del acorazado Hannover. Graf von Luxburg (embajador Alemán en Argentina) aconsejaba que los barcos argentinos fueran «hundidos sin dejar rastros» y denominaba al ministro de Relaciones Exteriores Argentino «un notorio asno y anglófilo». El 12 de septiembre de 1917, en cuanto al gobierno argentino tuvo confirmación de la autenticidad de los telegramas, declaró por decreto persona non grata a Karl Schoenaich-Carolath y le entregó sus pasaportes.

## Argentinos en la Primera Guerra Mundial

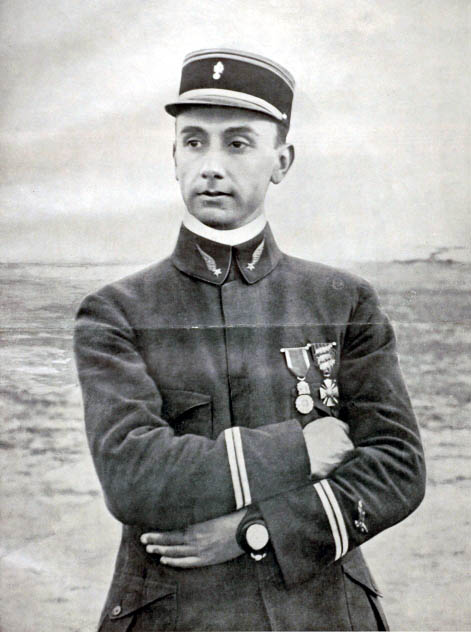
El Cóndor Riojano vistiendo el uniforme de la Aéronautique Militaire.

Un ejemplo de un argentino luchando en la Primera Guerra Mundial podría ser el caso de Vicente Almandos Almonacid (Nacido en La Rioja, Argentina) apodado como «El Cóndor Riojano» fue un ingeniero, diplomático y aviador. En la Primera Guerra Mundial funciono como aviador de los aviones militares franceses (específicamente los llamados: Aéronautique Militaire) y obtuvo las condecoraciones de: Legión de Honor y la Medalla Militar.

## La economía argentina en la guerra
Cuando inicio la guerra Argentina poseía la economía más grande de América Latina.
Pocos días antes del estallido de la guerra, representantes de las potencias europeas retiraron y embarcaron hacia sus países todo el oro que pudieron retirar de la Caja Nacional de Conversión, alrededor de 28 millones de pesos. El público inició una corrida bancaria, a la que el presidente Victorino de la Plaza respondió cerrando indefinidamente la Caja, con lo que se inició el período de inconvertibilidad del papel moneda, que a su vez perdió no menos del 10 % de su valor.
La guerra hizo que Argentina empezara a tener problemas con el modelo agroexportador que adoptaba, como la exportación de cereales (uno de los grandes motores de la economía argentina), aunque también Argentina se dedicó a exportar alimentos y armas a ambos bandos, cosa que pudo sostener ligeramente su economía. Solo en 1915, las rentas nacionales cayeron en un 40 %. Las naciones beligerantes utilizaron casi todas sus marinas mercantes para la contienda, y además sus flotas atacaron buques mercantes enemigos, con lo que las exportaciones argentinas se hicieron más complicadas. Más notablemente aún, cayeron abruptamente las importaciones de bienes industriales, lo cual ―sumado a la inconvertibilidad― generó un rápido aumento del valor de los bienes industriales, generando una oportunidad única para la industria nacional. Se trataba de un proteccionismo de hecho. El resultado fue un enorme crecimiento del número de talleres industriales y de la producción industrial. La industria metalúrgica, en particular, tuvo un crecimiento explosivo. No obstante las limitaciones de capital, el impulso estatal sobre los ferrocarriles logró llevarlos a 33 595 km. Y, a pesar de las limitaciones, las exportaciones de carne siguieron en ascenso, pasando de 389 millones de pesos oro en 1910 a 574 en 1916. La exportación de granos, en cambio, tuvo una brusca caída. En suma, la economía en su conjunto tuvo una baja del 10 % en 1914, y creció muy lentamente durante el resto de la Guerra.
Estados Unidos había entrado en la guerra en 1917 y buscaba que Argentina, y en general toda Latinoamérica, hiciera lo mismo. El entonces presidente estadounidense, Woodrow Wilson, presionó a la Argentina a través de distintos mecanismos. Aprovechando la escasez de los combustibles causada por la guerra (las farolas de la ciudad de Buenos Aires tuvieron que reducirse como medida excepcional), los estadounidenses se comprometieron a hacer llegar a Argentina cargamentos de los productos faltantes a cambio de que el país austral garantizara el abastecimiento de cereales a los aliados, así como otorgar un préstamo de 20 millones de libras esterlinas a Gran Bretaña y Francia. La administración argentina accedió, convirtiéndose por primera vez en su historia en acreedor de Europa y no deudor suyo.[cita requerida]

## Los marinos alemanes internados en la isla Martín García
En agosto de 1914, al inicio de la Primera Guerra Mundial, el SMS Cap Trafalgar, un buque de pasajeros alemán, se encontraba en Buenos Aires. Fue requisado y transformado en navío de guerra. El 14 de septiembre de 1914, frente a las costas de Brasil, se enfrentó al transatlántico británico Carmania, que también había sido convertido para el combate. Después de una batalla de dos horas, el Trafalgar se hundió, convirtiéndose en el primer buque de esa guerra en ser destruido.
Los sobrevivientes alemanes fueron enviados a la isla de Martín García. Los tripulantes permanecieron en la isla hasta el final del conflicto, cuando fueron enviados de vuelta a Alemania.

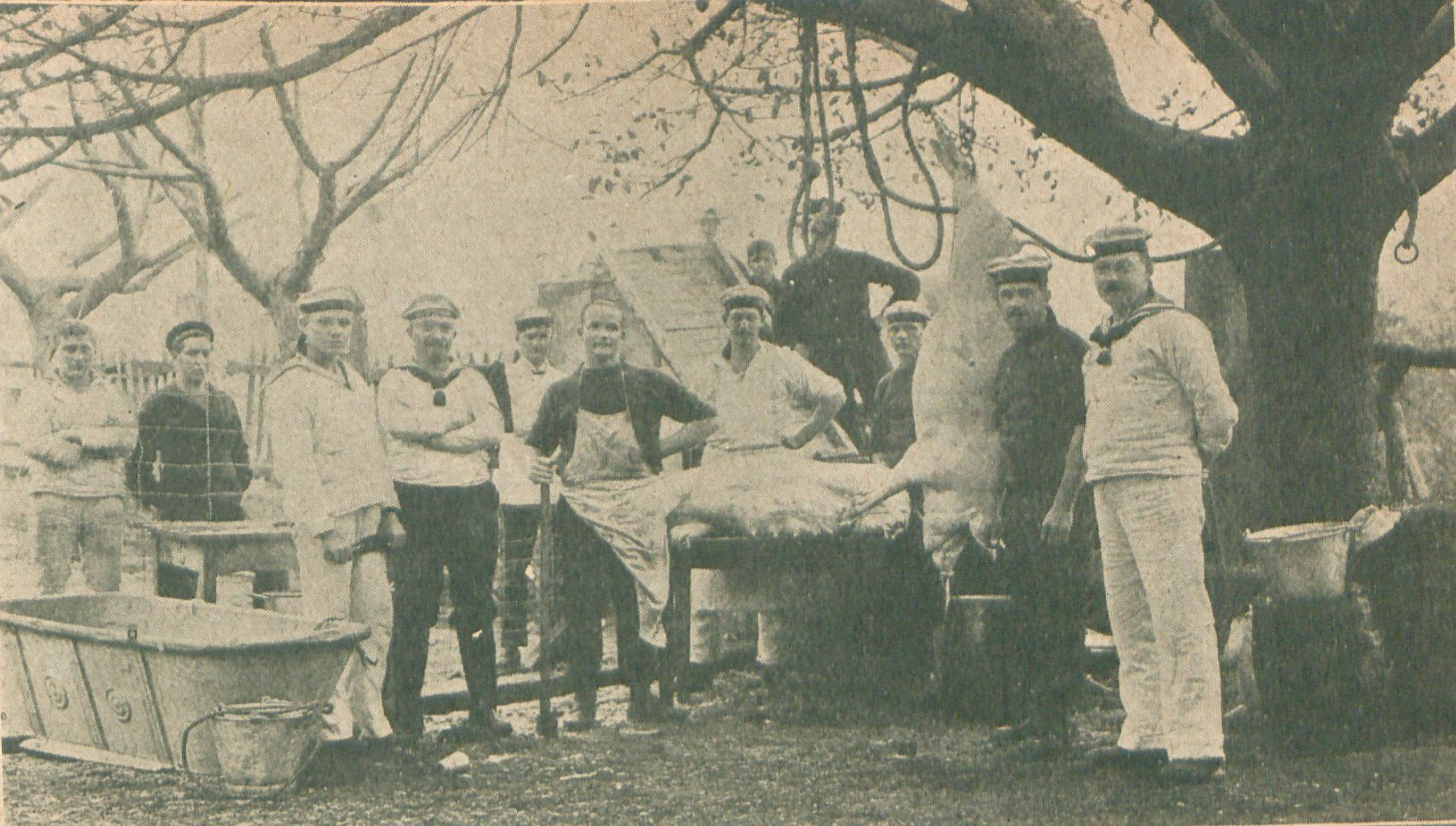